# Nemešany
Nemešany (em húngaro: Nemessány; alemão: Nemeschan) é um município da Eslováquia, situado no distrito de Levoča, na região de Prešov. Tem 4,01 km² de área e sua população em 2018 foi estimada em 419 habitantes.

## Demografia
| Ano:        | 1994 | 2004   | 2014    | 2024    |
| ----------- | ---- | ------ | ------- | ------- |
| Broj ljudi: | 330  | 354    | 413     | 504     |
| Razlika:    |      | +7,27% | +16,66% | +22,03% |

| Ano:               | 2023 | 2024   |
| ------------------ | ---- | ------ |
| Número de pessoas: | 476  | 504    |
| Diferença:         |      | +5,88% |